# Temporada 1963 de la NFL
La Temporada 1963 de la NFL fue la 44.ª en la historia de la NFL. El 17 de abril, comisionado de la
NFL Pete Rozelle suspendió indefinidamente Running back de los Green Bay Packers, Paul Hornung y Defensive tackle
de los Detroit Lions, Alex Karras por estar involucrados en apuestas de sus propios equipos, así como en otros juegos de la
NFL; Hornung y Karras se perderían toda la temporada. Además, otros cinco jugadores de Detroit fueron multados con $ 2.000 cada uno
por hacer sus apuestas en un juego en el que no participaron.

## Asesinato de JFK
En la semana 11, el 24 de noviembre, 2 días después del Asesinato de John F. Kennedy, la NFL cumplió su horario normal de juegos.
El comisionado de la liga Rozelle dijo: "Ha sido tradicional para los atletas que jueguen en tiempos de gran tragedia personal. El
fútbol era el deporte favorito de Kennedy. Él propició la competencia..."" La asistencia a los juegos no se vio
afectada por lo ocurrido .
A pesar de que la opción de jugar los juegos fue cuestionada, y Rozelle con el tiempo habría de lamentar esta decisión
,
indicó que la secretaria de Kennedy, Pierre Salinger, le había instado a permitir que los juegos que se jugaran.
Sin embargo, Philadelphia Eagles y Washington Redskins habían buscado aplazamiento de los juegos . Finalmente, el partido
entre los 2 equipos en Filadelfia vio actos de bondad de ambos lados. Antes del partido, cada uno de los jugadores Eagles
contribuyeron $ 50 a la familia del oficial de policía de Dallas JD Tippit, que fue asesinado por Lee Harvey Oswald. Después
de que terminó el juego, los jugadores de los Redskins preguntaron al entrenador Bill McPeak para enviar el balón del partido a la
Casa blanca, agradeciendo a Rozelle por permitir que los juegos que se jugaran el fin de semana, diciendo que estaban "jugando ...
para el presidente Kennedy y en su memoria".
Ningún juego de la NFL fue transmitido, ya que en la tarde del día 22, justo después de que el presidente había sido declarado
muerto, el presidente de CBS Frank Stanton ordenó que toda la programación regular para adelantase hasta después de que el
Sr. Kennedy fuese enterrado. La programación normal, incluyendo la NFL, fue sustituida por la cobertura de noticias ininterrumpida
transmitida sin comerciales.

## Carrera de Conferencia
Ambas conferencias se decidieron en la última semana de la temporada regular. En el Este, los Browns tenían un registro 7-1-0
después de ocho partidos, pero el 10 de noviembre, los Browns perdieron 9-7 en Pittsburgh, mientras que los Giants vencieron a los
Eagles 42-14, empatando ambos en 7-2-0. Cuando los Gigantes ganaron de nuevo y los Browns perdieron, los primeros tomaron ventaja.
En el Oeste, los Bears tenían 5-0 y los Packers 4-1 antes de entrar en la semana 6. Green Bay ganó en San Luis, 30-7, mientras que
Chicago perdió 20-14 en San Francisco, empatando ambos en 5-1. Ambos equipos continuaron a ganando, y luego se enfrentaron en
Chicago en la semana 10 el 17 de noviembre, donde los Bears se impusieron de manera decisiva, 26-7.
Los juegos de la semana 11 se llevaron a cabo 2 días después del asesinato de Kennedy. Mientras que la cuarta temporada de la
American Football League pospuso su calendario, la NFL decidió jugar, aunque los juegos no fueron televisados debido a la
cobertura de televisión de las secuelas de asesinato. Los Giants perdieron en casa ante San Luis, 24-17, mientras que Cleveland
venció a Dallas 27-17, para dar los tres equipos idénticos registros 8-3-0. Los Bears estaban perdiendo en Pittsburgh, hasta que
Roger Leclerc convirtió un gol de campo para conseguir un empate 17-17, y permanecer medio partido por delante de Green Bay.
En la semana 12, la victoria de Green Bay fue negada cuando los Lions empataron el partido 13-13 con un touchdown de último minuto
en Detroit el día de Acción de Gracias,
mientras que Chicago evitó otra pérdida mediante un empate frente a Minnesota 17-17 el domingo. El triple empate en el Este fue
roto cuando Cleveland venció a San Luis 24-10, y Nueva York ganó 34-27 a Dallas.
Semana 13 vio ganar a los dos los Bears y los Packers, mientras que Cleveland perdió frente Detroit, 38-10. Nueva York ganó 44-14 a
Washington, pero a 10-3-0, Nueva York fue seguido por Pittsburgh, que tenía un registro inusual de 7-3-3 , y el juego en la última
fecha sería entere los Steelers y los Giants en el Yankee Stadium.
Bajo las reglas de aquei entonces (empates descartados), una victoria de Pittsburgh sobre los Giants habría dado lugar con que New
York en 10-4-0 (.714) y los Steelers en 8-3-3 (.727) y el viaje al juego de campeonato.
Los Steelers habían ganado el primer encuentro en Pittsburgh 31-0 el 22 de septiembre. En un partido que decidió el título de la
conferencia, New York venció a Pittsburgh 33-17, y los Steelers cayeron al cuarto lugar en el Este.
En el Oeste, Green Bay necesitaba ganar y que Chicago a perdiese en casa. Los Packers jugaron el sábado en el Kezar Stadium en
San Francisco y vencieron al peor equipo de la liga, los 49ers , 21-17. La victoria de los Bears por
24-14 sobre Detroit en el Wrigley Field el domingo por la tarde se anunció a los Packers durante su vuelo a casa, para poner fin
a su búsqueda de un tercer título de Liga consecutivo.
Mientras el registro de los Packers sin Hornung fue 11-2-1, el segundo mejor en la liga y uno de los mejores de su historia, las dos
derrotas ante Chicago los mantuvieron en el segundo lugar en el Oeste. Green Bay jugó el Playoff Bowl en Miami contra subcampeón del
Este, Cleveland el 5 de enero de 1964.
| Semana | Oeste                     |        | Este                      |        |
| ------ | ------------------------- | ------ | ------------------------- | ------ |
| 1      | 3 equipos (Chi, Det, Min) | 1–0–0  | 3 equipos (Cle, NYG, StL) | 1–0–0  |
| 2      | Chicago Bears             | 2–0–0  | Empate (Cle, StL)         | 2–0–0  |
| 3      | Chicago Bears             | 3–0–0  | Cleveland Browns          | 3–0–0  |
| 4      | Chicago Bears             | 4–0–0  | Cleveland Browns          | 4–0–0  |
| 5      | Chicago Bears             | 5–0–0  | Cleveland Browns          | 5–0–0  |
| 6      | Empate (Chi, GB)          | 5–1–0  | Cleveland Browns          | 6–0–0  |
| 7      | Empate (Chi, GB)          | 6–1–0  | Cleveland Browns          | 6–1–0  |
| 8      | Empate (Chi, GB)          | 7–1–0  | Cleveland Browns          | 7–1–0  |
| 9      | Empate (Chi, GB)          | 8–1–0  | Empate (Cle, NYG)         | 7–2–0  |
| 10     | Chicago Bears             | 9–1–0  | New York Giants           | 8–2–0  |
| 11     | Chicago Bears             | 9–1–1  | Empate (Cle, NYG, StL)    | 8–3–0  |
| 12     | Chicago Bears             | 9–1–2  | Empate (Cle, NYG)         | 9–3–0  |
| 13     | Chicago Bears             | 10–1–2 | New York Giants           | 10–3–0 |
| 14     | Chicago                   | 11–1–2 | New York Giants           | 11–3–0 |

## Temporada regular
V = Victorias, D = Derrotas, E = Empates, CTE = Cociente de victorias, PF= Puntos a favor, PC = Puntos en contra
Nota: Los juegos empatados no fueron contabilizados de manera oficial en las posiciones hasta 1972
| Campeón de Conferencia |

| New York Giants     | 11 | 3  | 0 | .786 | 448 | 280 |
| Cleveland Browns    | 10 | 4  | 0 | .714 | 343 | 262 |
| St. Louis Cardinals | 9  | 5  | 0 | .643 | 341 | 283 |
| Pittsburgh Steelers | 7  | 4  | 3 | .636 | 321 | 295 |
| Dallas Cowboys      | 4  | 10 | 0 | .286 | 305 | 378 |
| Washington Redskins | 3  | 11 | 0 | .214 | 279 | 398 |
| Philadelphia Eagles | 2  | 10 | 2 | .167 | 242 | 381 |

| Chicago Bears       | 11 | 1  | 2 | .917 | 301 | 144 |
| Green Bay Packers   | 11 | 2  | 1 | .846 | 369 | 206 |
| Baltimore Colts     | 8  | 6  | 0 | .571 | 316 | 285 |
| Detroit Lions       | 5  | 8  | 1 | .385 | 326 | 265 |
| Minnesota Vikings   | 5  | 8  | 1 | .385 | 309 | 390 |
| Los Angeles Rams    | 5  | 9  | 0 | .357 | 210 | 350 |
| San Francisco 49ers | 2  | 12 | 0 | .143 | 198 | 391 |

## Juego de Campeonato
- Chicago 14, New York 10 en el Wrigley Field, Chicago, Illinois el 29 de diciembre de 1963.

## Premios anuales
Al final de temporada se entregan diferentes premios reconociendo el valor del jugador durante la temporada entera.
| Premio              | Ganador      | Posición    | Equipo          |
| ------------------- | ------------ | ----------- | --------------- |
| Jugador más valioso | Y. A. Tittle | Quarterback | New York Giants |
| Entrenador del año  | George Halas | Head Coach  | Chicago Bears   |